# Campeonato Nacional de Portugal de Corta-Mato (Curto)
O Campeonato Nacional de Portugal de Corta-Mato (Curto) é uma das principais competições do atletismo português. Criada em 2000, é organizada pela Federação Portuguesa de Atletismo.
| Época | Masculino       | Feminino                  |
| Época | Clube campeão   | Clube campeão             |
| ----- | --------------- | ------------------------- |
| 2000  | Sporting CP     | Sporting CP               |
| 2001  | Sporting CP (2) | SC Braga                  |
| 2002  | Sporting CP (3) | Maratona                  |
| 2003  | Sporting CP (4) | Maratona (2)              |
| 2004  | Maratona        | SC Braga (2)              |
| 2005  | Skoda           | Maratona (3)              |
| 2006  | Maratona (2)    | SC Braga (3)              |
| 2007  | NAJoane         | SC Braga (4)              |
| 2008  | NAJoane (2)     | SC Braga (5)              |
| 2009  | Sporting CP (5) | SC Braga (6)              |
| 2010  | Sporting CP (6) | SC Braga (7)              |
| 2011  | Sporting CP (7) | SC Braga (8)              |
| 2012  | Sporting CP (8) | Sporting CP (2)           |
| 2013  | SL Benfica      | Sporting CP (3)           |
| 2014  | SL Benfica (2)  | Sporting CP (4)           |
| 2015  | SL Benfica (3)  | Sporting CP (5)           |
| 2016  | SL Benfica (4)  | Sporting CP (6)           |
| 2017  | SL Benfica (5)  | Sporting CP (7)           |
| 2018  | SL Benfica (6)  | RD Águeda                 |
| 2019  | SC Braga        | RD Águeda (2)             |
| 2020  | SL Benfica (7)  | RD Águeda (3)             |
| 2021  | Não se realizou | Não se realizou           |
| 2022  | SL Benfica (8)  | RD Águeda (4)             |
| 2023  | SL Benfica (9)  | Clube Desportivo Feirense |
| 2024  | SL Benfica (10) | SC Braga (9)              |

## Palmarés

### Palmarés por clube (Masculino)
| Campeões nacionais de Corta-Mato (Curto) |             |         |
| Nº                                       | Clube       | Títulos |
| 1º                                       | SL Benfica  | 10      |
| 2º                                       | Sporting CP | 8       |
| 3º                                       | Maratona    | 2       |
| 4º                                       | NAJoane     | 2       |
| 5º                                       | Skoda       | 1       |
| 6º                                       | SC Braga    | 1       |

### Palmarés por clube (Feminino)
| Campeões nacionais de Corta-Mato (Curto) |                           |         |
| Nº                                       | Clube                     | Títulos |
| 1º                                       | SC Braga                  | 9       |
| 2º                                       | Sporting CP               | 7       |
| 3º                                       | RD Águeda                 | 4       |
| 4º                                       | Maratona                  | 3       |
| 5º                                       | Clube Desportivo Feirense | 1       |